# Peklo (Stružná)
Peklo (německy Höllmühl) je malá vesnice, část obce Stružná v okrese Karlovy Vary v Karlovarském kraji. Nachází se asi 2,5 kilometru západně od Stružné. Peklo leží v katastrálním území Žalmanov o výměře 4,95 km².

## Historie
První písemná zmínka o vesnici pochází z roku 1847.

## Obyvatelstvo
Při sčítání lidu v roce 1921 zde žilo 38 obyvatel (z toho šestnáct mužů) německé národnosti a římskokatolického vyznání. Podle sčítání lidu z roku 1930 měla vesnice 45 obyvatel: jednoho Čechoslováka a 44 Němců. Kromě jednoho člověka bez vyznání se hlásili k římskokatolické církvi.
|                                                                  | 1869 | 1880 | 1890 | 1900 | 1910 | 1921 | 1930 | 1950 | 1961 | 1970 | 1980 | 1991 | 2001 | 2011 | 2021 |
| ---------------------------------------------------------------- | ---- | ---- | ---- | ---- | ---- | ---- | ---- | ---- | ---- | ---- | ---- | ---- | ---- | ---- | ---- |
| Obyvatelé                                                        | 45   | 50   | 42   | 47   | 37   | 38   | 45   | 11   | 2    | —    | 2    | 2    | 2    | 4    | 4    |
| Domy                                                             | 7    | 8    | 6    | 6    | 6    | 6    | 7    | 6    | —    | —    | 1    | 1    | 2    | 2    | 3    |
| Počet domů z roku 1961 je zahrnut v domech místní části Stružná. |      |      |      |      |      |      |      |      |      |      |      |      |      |      |      |

## Obecní správa
Při sčítání lidu v letech 1880–1930 Peklo bylo osadou obce Žalmanov v okrese Žlutice. Od roku 1950 je částí obce Stružná, se kterým patřilo nejprve do okresu Karlovy Vary-okolí, ale od roku 1960 v okrese Karlovy Vary.